# Fascio d'azione rivoluzionaria
O Fascio d'azione rivoluzionaria foi um movimento nascido com a eclosão da Primeira Guerra Mundial em 1914. Patrocinado por Alceste de Ambris, Benito Mussolini e Angelo Oliviero Olivetti, esteve ligado ao mundo dos intervencionistas revolucionários e inspirado pelo manifesto programático denominado Fascio rivoluzionario d'azione internazionalista datado de 5 de outubro de 1914.
Em 1º de janeiro de 1915, Mussolini publicou o manifesto em seu novo diário Il Popolo d'Italia. Pouco depois, atingiu cerca de 9.000 membros. O primeiro congresso foi realizado em 24 e 25 de janeiro de 1915 e, entre outros, Michele Bianchi e Cesare Rossi foram eleitos para o comitê central. Esgotou sua ação com a intervenção da Itália na Primeira Guerra Mundial em maio de 1915, mas quase todos se reuniram em 1919 na Piazza San Sepolcro para a fundação do Fasci Italiani di Combatimento, que precedeu o Partido Nacional Fascista fundado em 1921.